# Tonny van Leeuwen

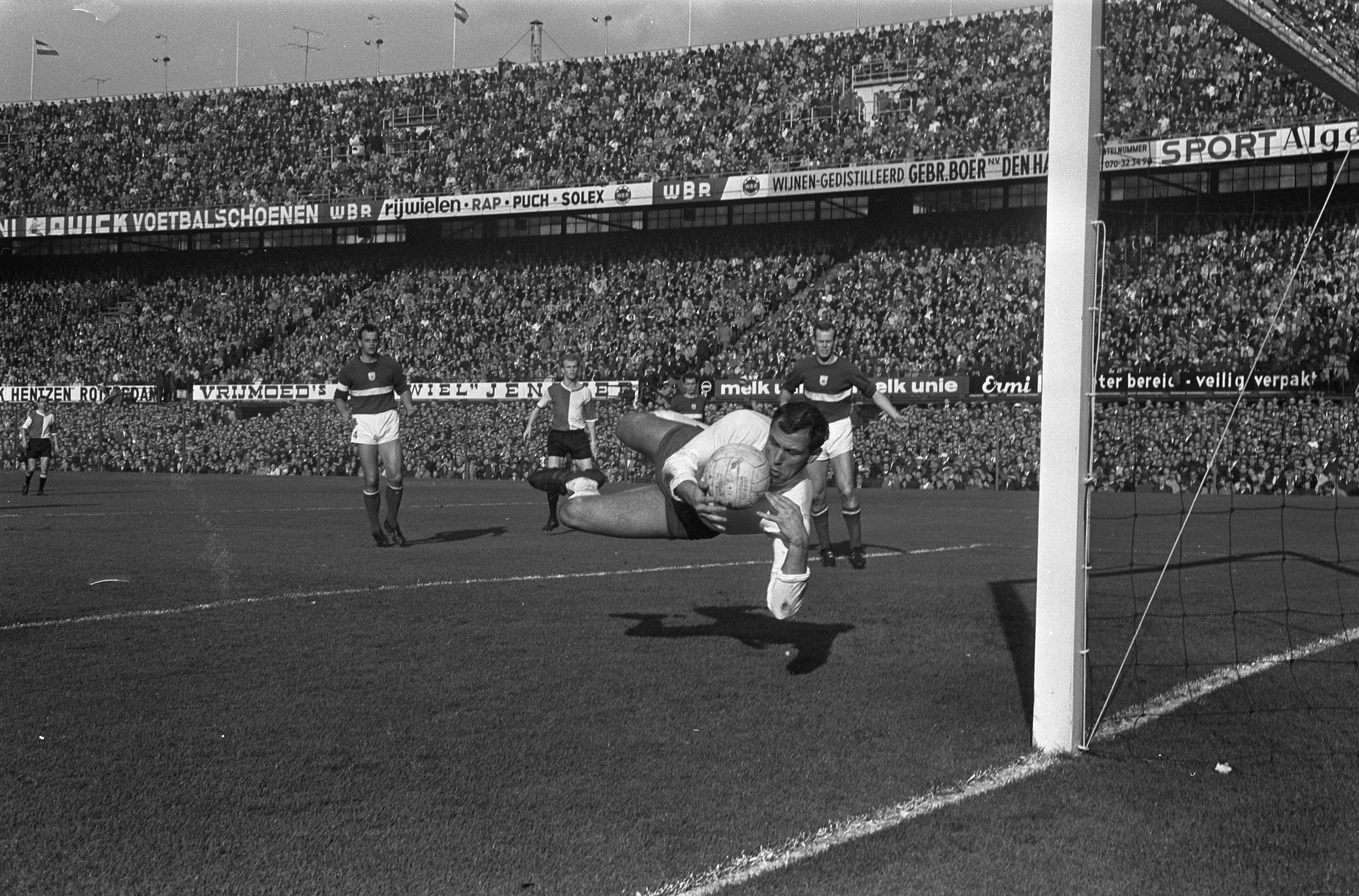
Van Leeuwen in De Kuip (1967)

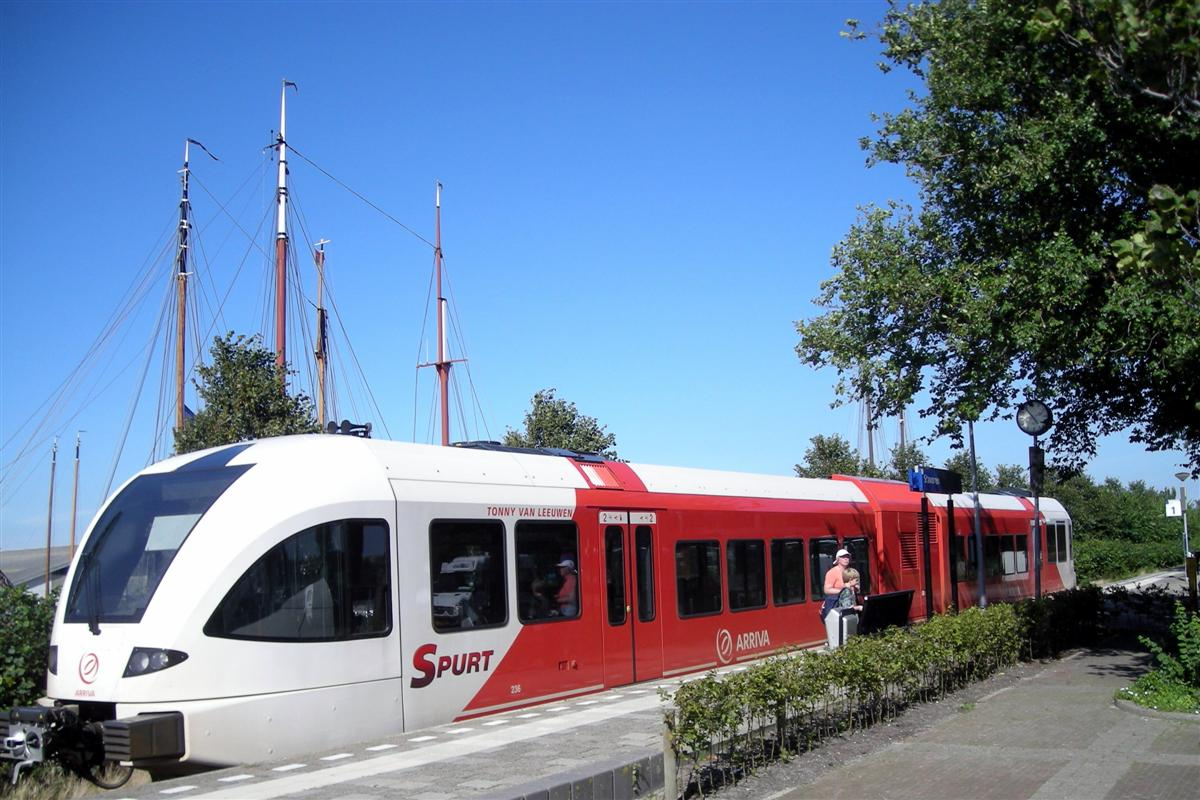
De naar Van Leeuwen vernoemde Spurt

Teunis Pieter (Tonny) van Leeuwen (Gouda, 21 maart 1943 – Meppel, 15 juni 1971) was een Nederlands voetballer. Hij was doelman van achtereenvolgens Sparta en GVAV en speelde twee interlands voor het Nederlands elftal. Hij werd beschouwd als groot talent. Zijn loopbaan werd abrupt afgebroken door zijn overlijden in 1971.

## Loopbaan
Van Leeuwen speelde in zijn jeugd voor de verenigingen Jodan Boys en ONA uit Gouda. Op 15-jarige leeftijd werd hij ingelijfd door Sparta. 

### Sparta

#### Seizoen 1959/60
Van Leeuwen speelde dit seizoen als A-junior en werd geselecteerd voor het  Nederlands Jeugd Elftal. Hij was een van de 15 spelers die werd meegenomen naar het Europees kampioenschap voetbal mannen onder 19 in Oostenrijk. Peter van de Merwe zou eerste doelman worden waardoor Van Leeuwen niet aan spelen toekwam. Op 1 mei 1960 maakte hij zijn debuut in het eerste van Sparta tegen DWS/A in de Eredivisie. Eerste doelman Andries van Dijk was geblesseerd terwijl tweede doelman Fred Mühring tijdens de warming-up in de grond trapte en daardoor niet kon spelen. Van Leeuwen maakte daardoor onverwacht zijn opwachting in de wedstrijd tegen de Amsterdammers.

#### Seizoen 1960/61
Het duurde meer dan een jaar voordat Van Leeuwen weer minuten zou maken in het eerste elftal.  Aangezien er niets meer op het spel stond wilde trainer Denis Neville  experimenteren en liet hem de laatste drie wedstrijden van het seizoen spelen. Dit tegen Fortuna '54 , Sportclub Enschede en Alkmaar. De rest van het seizoen speelde hij in het tweede elftal van Sparta. Van Leeuwen werd wederom geselecteerd voor het Nederlands Jeugd Elftal voor het Europees kampioenschap voetbal mannen onder 19. Van Leeuwen speelde de wedstrijd tegen België. Nico van Zoghel keepte de wedstrijden tegen Duitsland en Roemenië. 

#### Seizoen 1961/62
Op 18-jarige leeftijd ondertekende Van Leeuwen zijn eerste contract als profvoetballer. Hij was daarmee de eerste full-prof bij Sparta . In het begin van het seizoen koos Denis Neville voor Andries van Dijk. Sparta begon slecht aan het seizoen waardoor Van Leeuwen in de wedstrijd tegen DOS de kans kreeg. . Hij zou uiteindelijk 15 wedstrijden achterelkaar spelen totdat hij in de wedstrijd tegen De Volewijckers geblesseerd raakte  en Van Dijk weer het doel ging verdedigen. Van Leeuwen kreeg wel speelminuten in KNVB beker 1961/62 die Sparta won door in de finale te winnen van DHC . Na afloop van het seizoen werd Van Leeuwen geselecteerd voor het internationaal militair voetbalkampioenschap in Griekenland. Hij speelde o.a. de wedstrijd tegen Griekenland. 

#### Seizoen 1962/63
Andries van Dijk vertrok naar Feyenoord. Coach Denis Neville gaf Van Leeuwen in de voorbereiding de kans. In de tweede oefenwedstrijd tegen Sheffield United FC raakte Van Leeuwen geblesseerd aan zijn schouder.  Generatiegenoot Pim Doesburg maakte hier dankbaar gebruik van en werd de eerste doelman bij de start van de competitie. Van Leeuwen speelde in totaal vier wedstrijden in het eerste elftal dit seizoen. De overige wedstrijden speelde hij in het tweede elftal. Van Leeuwen wilde graag spelen en liet zich op de transferlijst zetten. 

### GVAV

#### Seizoen 1963/64
In de zomer van 1963 verhuisde Van Leeuwen naar GVAV, waar hij de opvolger werd van Otto Roffel. Martin Koeman, Dick Bosschieter, Ferry Pettersson en Ronald Breinburg zijn de andere aanwinsten. Na een weifelend begin met een aantal blessures begon Van Leeuwen steeds beter te keepen. Tijdens de met 2-1 verloren uitwedstrijd tegen MVV werd Van Leeuwen uit het veld gestuurd omdat hij tegenstander Nico Mares tegen de grond sloeg en vervolgens uit het veld gestuurd werd. Piet Fransen verving hem in die wedstrijd als doelman. Van Leeuwen kreeg drie wedstrijden schorsing.

#### Seizoen 1964/65
Van Leeuwen zag voor aanvang van het seizoen Klaas Nuninga naar Ajax vertrekken. Nieuwe aanwinsten waren PSV-spelers Gerrit van Tilburg en Jan Renders. Daarnaast keerde Rikkert La Crois terug op het oude nest. Van Leeuwen en GVAV begonnen de competitie goed en stond mede door het goede spel van Van Leeuwen samen met DWS na 13 wedstrijden op de tweede plaats. In de bekerwedstrijd tegen Go Ahead werd Van Leeuwen uit het veld gestuurd vanwege een trap tegen het hoofd van Henk Kanselaar.. Van Leeuwen werd hiervoor acht wedstrijden geschorst. Tijdens zijn schorsing zou GVAV geen wedstrijd meer winnen. Na zijn schorsing zou hij alle wedstrijden meespelen. Hij kon echter de terugval van GVAV niet stoppen waardoor GVAV sinds 22 november geen wedstrijd meer zou winnen en zich op het nippertje wist te handhaven. 

#### Seizoenen 1966 - 1971
Ondanks dat er enkele keren interesse was van andere clubs, waaronder Anderlecht, bleef Van Leeuwen GVAV trouw. Hij speelde als semi-prof en was naast zijn voetballoopbaan vertegenwoordiger voor sportartikelenfabrikant Quick. In 1969 stond hij enkele maanden aan de kant na een dubbele knieoperatie. In 1970 degradeerde hij met GVAV naar de Eerste divisie. Dankzij een tweede plaats achter FC Den Bosch werd na één seizoen alweer promotie afgedwongen. Met zeven tegengoals was Van Leeuwen de minst gepasseerde doelverdediger in het Nederlandse betaalde voetbal. Op 14 juni 1971 werd hij hiervoor in Rotterdam door de KNVB onderscheiden. Op de terugweg naar huis kwam hij om vijf uur 's ochtends door een auto-ongeluk op 28-jarige leeftijd om het leven. Vermoedelijk door slaap overmand kwam hij op de Rijksweg 32 bij Meppel ter hoogte van de onderdoorgang van de spoorweg naar Groningen op de verkeerde weghelft en botste frontaal op een vrachtwagen met betonbuizen. Zijn echtgenote overleefde de klap. Op 19 juni werd hij begraven op de begraafplaats van Peize.

## Nederlands Elftal
Door zijn goede spel werd hij door bondscoach Elek Schwartz in het seizoen 1963/64 opgenomen in de voorselectie van het Nederlands Elftal. Zover kwam het echter niet doordat hij een schorsing opliep in de competitie tijdens de met 2-1 verloren uitwedstrijd tegen MVV, waarin hij tegenstander Nico Mares tegen de grond sloeg en vervolgens uit het veld gestuurd werd. In het seizoen 1964/65 kreeg hij een nieuwe kans als de nieuwe bondscoach Denis Neville hem opnieuw selecteert. Tijdens een oefenwedstrijd tegen Holland Sport was hij een van de uitblinkers nadat hij als vervanger van Eddy Pieters Graafland op het veld was gekomen.. Door zijn goede spel besloot Neville Van Leeuwen als reservedoelman mee te nemen naar de oefeninterland tegen België en de WK-kwalificatiewedstrijd tegen Albanië. Vanwege zijn tweede schorsing opgelopen in de bekerwedstrijd tegen Go Ahead kwam hier de rest van het seizoen geen vervolg op. Hij werd vervangen door Jan Jongbloed en Frans Körver.
Op 5 april 1967 maakte hij zijn interlanddebuut in een uitwedstrijd tegen de DDR. In de met 4-3 verloren wedstrijd maakte hij geen goede indruk en bij de eerstvolgende interland kreeg Pim Doesburg de kans zich te bewijzen. Bij zijn eigen club kon Van Leeuwen niet stuk. Op 23 april 1967 werd hij door supporters van het veld gedragen toen hij dankzij verschillende reddingen een groot aandeel had in een 1-0 uitzege tegen de latere landskampioen van dat seizoen Ajax. Op 10 mei 1967 kreeg Van Leeuwen een tweede kans in Oranje, in een uitwedstrijd tegen Hongarije. Hij maakte opnieuw een onzekere indruk en bleef in de rust, bij een 2-0 achterstand, geblesseerd achter in de kleedkamer. Enkele maanden later bedankte hij voor het nationale elftal, omdat hij zich mentaal niet in staat voelde het doel naar behoren te verdedigen. Later kwam hij hierop terug, maar hij werd niet meer opgeroepen.

## Clubstatistieken
| Seizoen         | Club            |                    | Competitie      | Competitie | Competitie | Beker | Beker | Internationaal | Internationaal | Overig | Overig | Totaal | Totaal |
| Seizoen         | Club            | Wed.               | Competitie      | Dlp.       | Wed.       | Dlp.  | Wed.  | Dlp.           | Wed.           | Dlp.   | Wed.   | Dlp.   |        |
| --------------- | --------------- | ------------------ | --------------- | ---------- | ---------- | ----- | ----- | -------------- | -------------- | ------ | ------ | ------ | ------ |
| 1959/60         | Sparta          | Vlag van Nederland | Eredivisie      | 1          | 0          | 0     | 0     | 0              | 0              | 0      | 0      | 1      | 0      |
| 1960/61         | Sparta          | Vlag van Nederland | Eredivisie      | 3          | 0          | 0     | 0     | 2              | 0              | 0      | 0      | 5      | 0      |
| 1961/62         | Sparta          | Vlag van Nederland | Eredivisie      | 16         | 0          | 3     | 0     | 0              | 0              | 0      | 0      | 19     | 0      |
| 1962/63         | Sparta          | Vlag van Nederland | Eredivisie      | 4          | 0          | 0     | 0     | 0              | 0              | 0      | 0      | 4      | 0      |
| Club totaal     | Club totaal     | Club totaal        | Club totaal     | 24         | 0          | 3     | 0     | 2              | 0              | 0      | 0      | 29     | 0      |
| 1963/64         | GVAV            | Vlag van Nederland | Eredivisie      | 25         | 0          | 1     | 0     | 0              | 0              | 0      | 0      | 26     | 0      |
| 1964/65         | GVAV            | Vlag van Nederland | Eredivisie      | 21         | 0          | 2     | 0     | 0              | 0              | 0      | 0      | 23     | 0      |
| 1965/66         | GVAV            | Vlag van Nederland | Eredivisie      | 30         | 0          | 3     | 0     | 0              | 0              | 0      | 0      | 33     | 0      |
| 1966/67         | GVAV            | Vlag van Nederland | Eredivisie      | 34         | 1          | 1     | 0     | 0              | 0              | 0      | 0      | 35     | 1      |
| 1967/68         | GVAV            | Vlag van Nederland | Eredivisie      | 34         | 0          | 3     | 0     | 6              | 0              | 0      | 0      | 43     | 0      |
| 1968/69         | GVAV            | Vlag van Nederland | Eredivisie      | 24         | 0          | 2     | 0     | 0              | 0              | 0      | 0      | 26     | 0      |
| 1969/70         | GVAV            | Vlag van Nederland | Eredivisie      | 34         | 1          | 5     | 0     | 2              | 0              | 0      | 0      | 41     | 1      |
| 1970/71         | GVAV            | Vlag van Nederland | Eerste divisie  | 30         | 0          | 4     | 0     | 0              | 0              | 0      | 0      | 34     | 0      |
| Club totaal     | Club totaal     | Club totaal        | Club totaal     | 232        | 2          | 21    | 0     | 8              | 0              | 0      | 0      | 261    | 2      |
| Carrière totaal | Carrière totaal | Carrière totaal    | Carrière totaal | 256        | 2          | 24    | 0     | 10             | 0              | 0      | 0      | 290    | 2      |

## Nagedachtenis

### Tonny van Leeuwen-trofee
Ter nagedachtenis aan Van Leeuwen werd vanaf 1972 de trofee voor de minst gepasseerde doelverdediger in het Nederlandse betaalde voetbal naar hem vernoemd. Het bronzen beeldje was een initiatief van het voetbaltijdschrift Voetbal International. Na het seizoen 1986/87 stopte Voetbal International met de Tonny van Leeuwen-trofee. Eind 2016 nam de Supportersvereniging FC Groningen het initiatief om de trofee nieuw leven in te blazen waarna de trofee acht keer is uitgereikt. Sinds begin 2020 gaat de trofee onder de sponsornaam Boeren-Box Tonny van Leeuwen-trofee door het leven.
| seizoen | winnaar            | club            |
| ------- | ------------------ | --------------- |
| 1971/72 | Piet Schrijvers    | FC Twente       |
| 1972/73 | Heinz Stuy         | Ajax            |
| 1973/74 | Azing Griever      | sc Heerenveen   |
| 1974/75 | Harry Schellekens  | N.E.C.          |
| 1975/76 | Bert van Geffen    | FC Wageningen   |
| 1976/77 | Dick Beukhof       | Vitesse         |
| 1977/78 | Jan van Beveren    | PSV             |
| 1978/79 | Eddy Treijtel      | Feyenoord       |
| 1979/80 | Azing Griever      | FC Groningen    |
| 1980/81 | Edward Metgod      | HFC Haarlem     |
| 1981/82 | Jan Nederburgh     | Telstar         |
| 1982/83 | Pim Doesburg       | PSV             |
| 1983/84 | Joop Hiele         | Feyenoord       |
| 1984/85 | Jan van Grinsven   | FC Den Bosch    |
| 1985/86 | Hans van Breukelen | PSV             |
| 1986/87 | Hans van Breukelen | PSV             |
| 2016/17 | André Onana        | AFC Ajax        |
| 2017/18 | André Onana        | AFC Ajax        |
| 2018/19 | Jeroen Zoet        | PSV             |
| 2019/20 | Marco Bizot        | AZ              |
| 2020/21 | Jay Gorter         | Go Ahead Eagles |
| 2021/22 | Michael Brouwer    | Heracles Almelo |
| 2022/23 | Lars Unnerstall    | FC Twente       |
| 2023/24 | Walter Benitez     | PSV             |

### Tribune

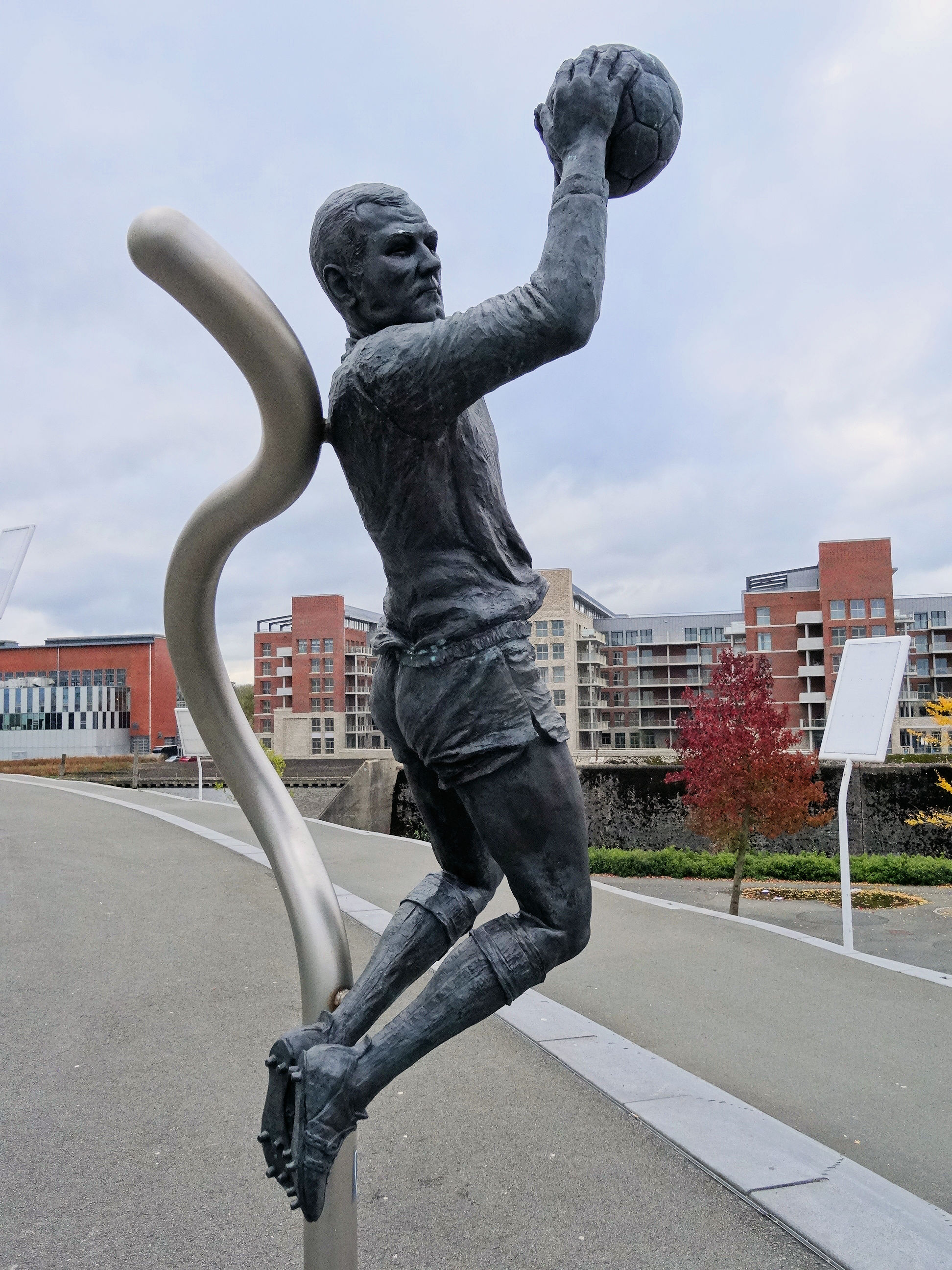
Beeld van Van Leeuwen in Groningen, door Lia Krol

FC Groningen eerde hem door de zuidtribune van het Stadion Oosterpark naar Van Leeuwen te vernoemen. Ook verwijst er een straat in Groningen naar hem: de Tonny van Leeuwenlaan en draagt een Spurt (trein) zijn naam. Op 23 oktober 2011 werd bekendgemaakt dat ook in het nieuwe stadion van FC Groningen, de Euroborg, een tribune naar Van Leeuwen vernoemd zal worden. Er is hier gekozen voor de Noordcurve waar de fanatieke aanhang staat.

### Standbeeld
Op 18 oktober 2014 werd een standbeeld van Tonny van Leeuwen geplaatst voor de Euroborg. Het beeld werd geschonken door de Supportersvereniging FC Groningen, die dat jaar 30 jaar bestond. Het standbeeld werd onthuld door Van Leeuwens boezemvriend en clubicoon van GVAV, Piet Fransen.

## Privé
Op 5 november 1963 gaf Van Leeuwen in het Rotterdams stadhuis zijn ja-woord aan Gerrie Strang. Zijn getuige was Tinus van der Pijl, die op dat moment zijn trainer bij GVAV was. Daarnaast zijn oud Sparta ploeggenoten Hans de Koning en Piet van Miert aanwezig. 
Jaren na zijn overlijden werd bekend dat Van Leeuwen naast zijn twee kinderen bij zijn echtgenote, een buitenechtelijk kind had. Richard Vennema werd geboren in 1967 en speelde net als zijn vader als doelverdediger in het betaalde voetbal. Hij kwam vanaf 1988-1989 zes seizoenen uit voor SC Heracles en daarna nog vijf seizoenen voor Veendam, waar Vennema met ingang van eind oktober 1999 het stokje moest overgeven aan Peter van der Vlag.

## Erelijst
Sparta Rotterdam
- KNVB beker: 1961/62